# Dorothy Poynton-Hill
Dorothy Poynton-Hill, née le 17 juillet 1915 à Salt Lake City et morte le 18 mai 1995 à Riverside, est une plongeuse américaine. 

## Carrière
Elle est médaillée d'argent sur tremplin à 3 mètres aux Jeux olympiques d'été de 1928, championne olympique sur plateforme à 10 mètres aux Jeux d'été de 1932, et remporte aux Jeux olympiques d'été de 1936 la médaille d'or en plateforme et la médaille de bronze en tremplin.
Elle entre à l'International Swimming Hall of Fame en 1968.